# Hönsäter

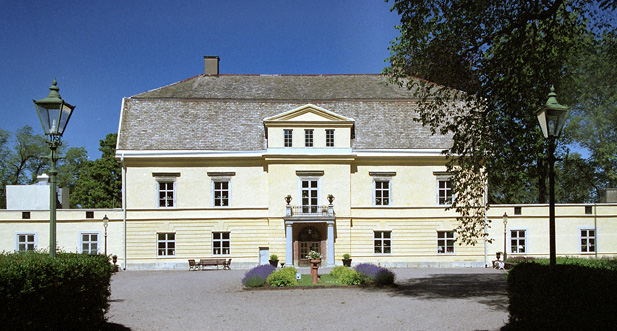
Hönsäter

Hönsäter ist ein Herrenhaus am Ortsrand von Hällekis in der schwedischen Provinz Västra Götalands län.
Hönsäter wurde das erste Mal in einer Verkaufsurkunde aus dem Jahr 1348 erwähnt. Im 15. Jahrhundert kam das Gut in den Besitz des Geschlechtes Stake. Unter Harald Stake wurde das Schloss in den Jahren 1667–1670 errichtet. In den 1750er Jahren wurden zwei Flügel errichtet. 1796 kaufte der Hofjunker Bengt von Hofsten (1747–1826) das Gut und ließ es 1806/1807 durchgreifend umbauen; dabei wurden die Seitenflügel durch die bis heute bestehenden ersetzt.
Hönsäter wurde 1979 als Byggnadsminne eingestuft. Heute beherbergt es einen Hotelbetrieb.